# God of War: Ascension
God of War Ascension este joc video din 2013 de aventură la persoana a III-a pentru PlayStation 3. A fost dezvoltat de SCE Santa Monica Studio și publicat de Sony Computer Entertainment. A fost lansat la 12 martie 2013.
Prezintă o istorie din-înainte de God of War I, fiind un sequel al seriei.
Fata de primele 3 jocuri God of War, God of War Asscension are o grafică mai bună și modalitatea de a juca online. Povestea jocului este inspirată din mitologia greacă ca și de celelalte jocuri God of War.
Este un joc +18 ani deoarece conține scene realistice cu sânge, răni grave și lovituri brutale plus câteva mini-jocuri cu conținut sexual interzise minorilor.